# Bhandara semiclara
Bhandara semiclara är en insektsart som beskrevs av Victor Antoine Signoret 1853. Bhandara semiclara ingår i släktet Bhandara och familjen dvärgstritar. Inga underarter finns listade i Catalogue of Life.